# Babiker Awadalla
Babiker Awadalla (en arabe: بابكر عوض الله) est un homme politique soudanais. Il fut premier ministre du Soudan durant l'année 1969.